# Euroimmun
Pour les articles homonymes, voir Merck.

EUROIMMUN Medizinische Labordiagnostika AG, ou EUROIMMUN est une société américaine d'origine allemande, qui produit des réactifs pour le diagnostic médical en laboratoire (pour la PCR notamment) à destination des domaines de l'immunologie, de la biologie cellulaire, de la biochimie et de la biologie moléculaire. 

Le groupe a axé une partie de son activité sur des kits ou test de détection ou détermination d'anticorps dans le sérum sanguin de patients pour diagnostiquer les maladies auto-immunes et infectieuses et les allergies. Ses tests sont exportés dans plus de 150 pays. 

Le groupe a été acheté par la société américaine PerkinElmer.

## Profil d'entreprise
L'entreprise, crée en 1987 a son siège à Lübeck, ainsi que des succursales à Groß Grönau près de Lübeck, à Dassow (16 500 m2 et 460 employés, contre 6 salariés en 2008 à l'ouverture) et Selmsdorf (tous deux en Mecklembourg-Poméranie-Occidentale), à Rennersdorf/O.L. (Saxe), à Kunnersdorf-sur-l'Eigen (Saxe) et à Pegnitz (Bavière).
Euroimmun possède des succursales en Chine (Pékin, Hangzhou), au Brésil (São Paulo), en France (Bussy-Saint-Martin), en Grande-Bretagne (Londres), en Italie (Padoue), au Canada (Mississauga), en Pologne (Wrocław), au Portugal (Amadora), en Suisse (Lucerne), à Singapour, en Espagne (Madrid), en Afrique du Sud (Le Cap), en Turquie (Istanbul) et aux États-Unis (New Jersey) ainsi qu'un bureau de vente aux Émirats arabes unis (Dubaï).
En 2017, Euroimmun annonçait employer 1800 personnes en Allemagne et 2575 dans le monde, pour un chiffre d'affaires de 284 millions d'euros/an, passant à plus de 2800 personnes en 2018, dont plus de 2000 en Allemagne pour un chiffre d'affaires d'environ 307 millions d'euros/an. Le groupe a déposé de nombreux brevets.

## Spécificités
Les biopuces destinées aux analyses immunobiochimiques sont l'un des produits phares du groupe ; ces films de verre mince peuvent être traités de manière entièrement automatique et standardisée Elles ont valu à Euroimmun le prix de la technologie Schmidt-Römhild en 1989.

## Histoire
L'entreprise a été fondée en septembre 1987 à Lübeck.

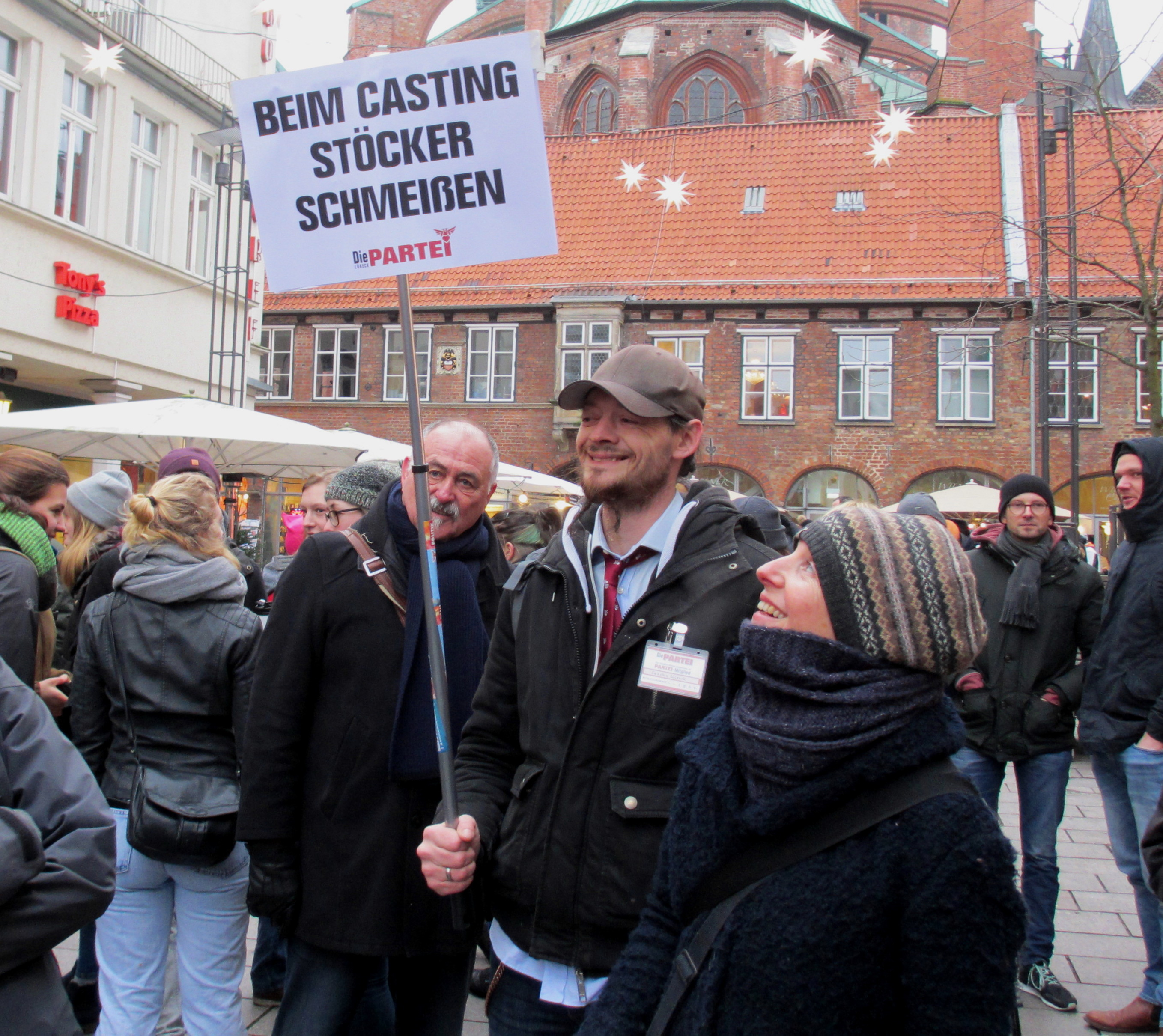
Rassemblement de la Marche des femmes de l'Alliance Lübeck le 13 janvier 2018 contre les déclarations anti-femmes de Winfried Stöcker

Après une fructueuse période de collaboration avec l'université de Lübeck, en 2017 un don d'Euroimmun (un million d'euros à l'université a été refusé par cette dernière en raison d'une controverse entre Winfried Stöcker (fondateur et alors PDG d'Euroimmun) et le président de l'université Hendrik Lehnert, après une interview de W. Stöcker dans la Sächsische Zeitung du 18 décembre 2014 sur la question des réfugiés ; Le représentant de l'université a insisté sur « La tolérance, le cosmopolitisme et un engagement clair envers la pensée et l'action multiculturelles sont des valeurs inaliénables de la culture de notre campus. Nous nous éloignons des idées que le professeur Winfried Stöcker a exprimées dans la Sächsische Zeitung de la manière la plus catégorique ».
Fin 2014, le PDG H. Stöcker s'est excusé auprès du public pour ses « formulations inappropriées », mais le 29 janvier, il a renouvelé certaines de ses opinions devant des étudiants de l'université.

Winfried Stöcker a par ailleurs en 2018 suscité des protestations à la suite de déclarations perçues comme machistes.
En juin 2017, il a été annoncé que la société américaine PerkinElmer (fabricant d'instruments scientifiques) allait acquérir Euroimmun, pour environ 1,3 milliard de dollars en espèces, afin d'étendre sa présence dans le monde du diagnostic des maladies auto-immunes et des allergies. Le Bundeskartellamt a approuvé la prise de contrôle en août 2017 et le 19 décembre 2017, la vente a été conclue pour 1,2 milliard d'euros,.
Le 1er juillet 2019, Wolfgang Schlumberger a repris la direction de l'entreprise en tant que PDG.